# 나라의 사람들이여
나라의 사람들이여프랑스어: Gens du pays는 캐나다 퀘벡주의 시인이자 음악가인 질 비뇨(Gilles Vigneault(1928~)가 작사/작곡해 1975년 처음 불렸던 노래로, 많은 사람들에게 퀘벡 민족을 비공식적으로 대표하는 노래로 여겨지고 있다.

## 프랑스어가사
다음과 같이 변형되어 생일 축하 노래로 쓰이기도 한다.